# محمد راشد بوعلي
محمد راشد بوعلي (ولد في 5 مايو 1984 في المنامة، البحرين) محامي ومخرج بحريني.

## النشأة والتعليم
ولد بوعلي في 5 مايو 1984 في العاصمة البحرينية المنامة ونشأ في مدينة الحد شمال شرق البحرين.
حصل على شهادة بكالوريوس حقوق من جامعة العلوم التطبيقية الخاصة في الأردن.

## المسيرة المهنية والفنية
بدأ حياته المهنية في مجال القانون والمحاماة. يعمل حاليا بصفة أخصائي تحقيق في مصرف البحرين المركزي.
في العام 2006 أنتج وأخرج فيلمه الروائي القصير الأول «بينهم». انطلق حضوره خارج البحرين مع فيلمه الثالث «غياب» والذي كتبه حسن حداد عن نص للشاعر قاسم حداد في 2008 ثم «البشارة» مع فريد رمضان و«كناري» مع أمين صالح و«هنا لندن» مع الإماراتي محمد حسن أحمد. إضافة إلى أفلامه الأخرى التي كتبها وأخرجها وهي «من الغرب» و«تحت السماء» و«جين لا يستطيع السباحة» و«الإجازة» والفيلمان من إنتاج كوريا الجنوبية.
حصد عدة جوائز في مجال الأفلام القصيرة منها فيلمه «هنا لندن» الجائزة الثالثة لأفضل فيلم قصير بمهرجان الخليج السينمائي بالإضافة إلى مشاركته في مشروع «استرجاع» الحائز جائزة الأسد الذهبي لمعرض فن العمارة الدولي ببينالي البندقية 2010.
يشغل منصب نائب رئيس نادي البحرين للسينما والمدير الفني لمهرجان نقش للأفلام القصيرة ورئيس أيام البحرين السينمائية بالإضافة إلى كونه مؤسس وشريك في شركة نوران بيكتشرز.
شارك في العديد من الورش التدريبية مع أهم صناع السينما في القارة الآسيوية منهم الإيرانيان عباس كيارستمي وأصغر فرهادي والمخرج الصيني جيا زهانكي وغيرهم.
تم اختياره ضمن المخرجين الآسيويين المشاركين في الأكاديمية الآسيوية للأفلام 2012 في كوريا الجنوبية وملتقى برلين الإبداعي 2013 في مهرجان برلين السينمائي الدولي في ألمانيا.
تم تقدير أعماله في المجال السينمائي بحصوله على جائزة الرواد المبدعين في مجال الإعلام من قبل المجلس الثقافي البريطاني وجائزة ناصر بن حمد آل خليفة للإبداع السينمائي. ترشح فيلمه الروائي الطويل الأول «الشجرة النائمة» لجائزة "IWC Schaffhausen" لأفضل مشروع فيلم روائي طويل للمخرجين الخليجيين بمهرجان دبي السينمائي الدولي 2012.
في 29 نوفمبر 2017 كشف مهرجان دبي السينمائي الدولي عن المرشحين لجائزة وزارة الداخلية للسينما والتي ضمت المخرج البحريني محمد راشد بوعلي عن مشروع فيلمه الروائي الطويل الجديد «كومبارس»، وهي ثاني جائزة يرشح لها الفيلم هذا العام بعد أن تم الإعلان مسبقاً عن ترشيحه لجائزة “آي دبليو سي شافهاوزن”، لصناع الأفلام الخليجين ممثلا لمملكة البحرين.

## أعماله
| السنة | الاسم      | الملاحظات |
| ----- | ---------- | --- |
| 2007  | بينهم      | شارك على أثره في مهرجان الصواري الدولي بالبحرين، ومهرجان الريف بالبحرين ومهرجان أفلام من الأمارات بابوظبي، ومهرجان الهربان السينمائي بالعراق |
| 2008  | من الغرب   | شارك في مهرجان أفلام من الأمارات وفاز على أثره بجائزة أفضل ملصق فيلم سينمائي في المهرجان |
| 2008  | غياب       | شارك في مهرجان الخليج السينمائي الدورة الأولى بدبي أبريل/2008 ومهرجان الفيلم العربي بروتردام/ مايو 2008 (جائزة لجنة التحكيم الخاصة) ومهرجان أفلام من السعودية / مايو 2008 ومهرجان بحر السينما العربية بصقلية- إيطاليا/ أغسطس 2008 ومهرجان الريف لأفلام القصيرة/ أغسطس 2008 (جائزة لجنة التحكيم الخاصة بالمسابقة العربية والبانوش الفضي بالمسابقة البحرينية وشهادة تقدير للفنان عبد الله ملك وشهادة تقدير للموسيقي محمد حداد) ومهرجان بيروت السينمائي الدولي /أكتوبر 2008 ومهرجان الشرق الأوسط السينمائي/ مسابقة أفلام من الأمارات أكتوبر/2008 (جائزة أفضل ملصق فيلم سينمائي) والمهرجان الدولي للسينما الأوروبية العربية (أسبانيا) / أكتوبر 2008 والأسبوع الثقافي البحريني (ألمانيا ـ برلين)/ أكتوبر 2008 ومهرجان نورثرن السينمائي الدولي (فأردن) هولندا /نوفمبر 2008 ومهرجان الأردن السينمائي للأفلام القصيرة / الأردن نوفمبر 2008 (الجائزة الفضية) ومهرجان مونتيري السينمائي الدولي / المكسيك أغسطس 2009 |
| 2009  | البشارة    | شارك في مهرجان الخليج السينمائي الدورة الثانية بدبي/ أبريل 2009 (شهادة تقدير أفضل ممثل لعبد الله ملك) والمهرجان الدولي للفيلم القصير والوثائقي بالدار البيضاء / المغرب مايو 2009 وزاوية الأفلام القصيرة بمهرجان كان السينمائي / فرنسا مايو 2009 ومهرجان أحمد أباد السينمائي الدولي / الهند 2009 ومهرجان الفيلم العربي بروتردام/ هولندا يونيو 2009 ومهرجان إلهام الفني/ البحرين مايو 2009 ومهرجان العالم العربي للفيلم القصير / المغرب يوليو 2009 (جائزة الجمهور لأفضل فيلم) والمهرجان الدولي للفيلم العربي بوهران/ الجزائر يوليو 2009 ومهرجان جدة السينمائي/ السعودية يوليو 2009 |
| 2010  | كناري      | كان عرضه الدولي الأول في المسابقة الرسمية مهرجان الخليج السينمائي وشارك في عدة مهرجانات دولية مختلفة |
| 2011  | تحت السماء | قام بإخراجه في ورشة احترافية تحت إشراف المخرج الإيراني عباس كيارستمي. |
| 2012  | هنا لندن   | حصل على منحة إنجاز (لدعم إنتاج الأفلام الخليجية القصيرة) من مؤسسة دبي للترفيه والإعلام الجهة المالكة والمنظمة لكل من مهرجان دبي السينمائي الدولي ومهرجان الخليج السينمائي الدولي وشارك الفيلم في عرضه العالمي الأول بمهرجان الخليج السينمائي وحقق الجائزة الثالثة بالمسابقة الرسمية للافلام الخليجية وتم اختيار الفيلم في المسابقة الرسمية لمهرجان بوسان الدولي السينمائي ومهرجان شيكاغو السينمائي الدولي. |